# Fu'ad I d'Egitto
Fu’ād I d'Egitto (Il Cairo, 26 marzo 1868 – Il Cairo, 28 aprile 1936) fu sultano, quindi re d'Egitto quando il Paese ottenne l'indipendenza dal Regno Unito nel 1922, oltre a divenire re del Sudan, sovrano di Nubia, Kordofan e Darfur.

## Biografia

### Infanzia
Fuʾād nacque al Palazzo Giza del Cairo, settimo figlio di Isma'il Pascià, che lo ebbe da Feryāl Hanem, e pronipote di Mehmet Ali, fondatore della casata di origini albanesi. 

### Regno

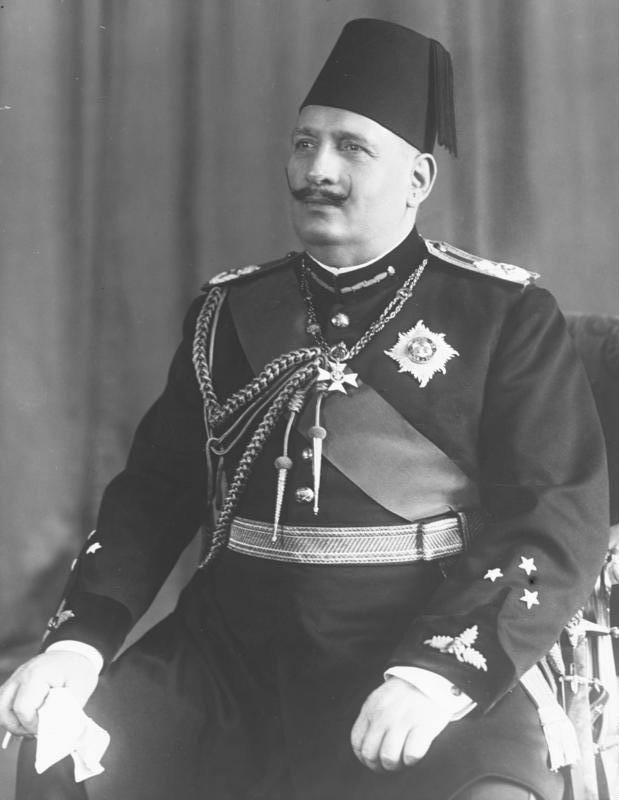
Re Fu’ād I d'Egitto nel 1930 circa

Amante dell'arte, il re Fu'ād inviterà il famoso pittore italiano Giuseppe Amisani per realizzare i bellissimi affreschi del Palazzo Ras el-Tin, da lui completamente ricostruito. Fu iniziato alla massoneria, promosso compagno ed elevato al grado di maestro il 23 dicembre 1912 nella loggia Propaganda Massonica di Roma, appartenente al Grande Oriente d'Italia.
Fu'ād dovette contrastare per tutto il suo regno il partito del Wafd. 
Nel 1930 egli tentò di rafforzare il proprio potere abrogando la costituzione concessa nel 1923, sostituendola con una nuova, che limitava il ruolo del parlamento ad un semplice valore consultivo. L'insoddisfazione pubblica su vasta scala lo costrinse a ripristinare nel 1935 la vecchia costituzione.

### Primo matrimonio
Sposò la principessa Shivakiar Hānum Effendi (1876-1947) al Cairo, per procura, il 30 maggio 1895 e, in presenza, il 14 febbraio 1896 al Palazzo ʿAbbāsiyya. La moglie era sua cugina e unica figlia del feldmaresciallo principe Ibrahim Fahmi Ahmad Pascià (suo cugino di primo grado). La coppia ebbe due figli.
Il matrimonio fu però infelice e la coppia divorziò nel 1898. Nel corso di una disputa col cognato, Fuʾād venne colpito alla gola da un colpo di pistola, riuscì a sopravvivere, ma portò il segno della cicatrice per il resto della vita.

### Secondo matrimonio
Il 26 maggio 1919, al Palazzo Busṭān del Cairo Fuʾād sposò in seconde nozze Nazli Sabri (1894-1978), figlia di Abd al-Rahim Pascià Sabri, ministro dell'agricoltura e governatore del Cairo, e di Tawfīqa Hānum Sharīf; la seconda moglie era inoltre nipote del maggiore-generale Muhammad Sharif Pascià, primo ministro e ministro degli affari esteri, e pronipote per parte materna del sultano Sulayman Pascià, ufficiale dell'armata napoleonica convertitosi all'Islam che riorganizzò l'esercito egiziano. La coppia ebbe cinque figli.
Come nel primo matrimonio, anche con la seconda unione le relazioni tra i coniugi furono disastrose. Fuʾād morì al palazzo reale di Qubbè Sarayi del Cairo e venne sepolto nel mausoleo alla moschea di al-Rifa'i.

### Morte
Re Fu'ād morì al Cairo il 28 aprile 1936.

## Discendenza
Re Fu'ād e la sua prima moglie, la principessa Shivakiar Hānum Effendi, ebbero due figli: 
- Ismāʿīl Fuʾād, che morì ancora infante;
- Fawkia.

Dal secondo matrimonio del sovrano con Nazli Sabri nacquero cinque figli: 
- Fārūq, in seguito Fārūq I d'Egitto;
- Fawziya, futura regina di Persia;
- Faiza;
- Faika;
- Fathiya.

## Albero genealogico
|                                                 |   |                | Genitori |  |  | Nonni |  |  | Bisnonni   |  |  | Trisnonni    |  |
|                                                 |   |                |          |  |  |       |  |  | Mehmet Ali |  |  | Ibrahim Agha |  |
|                                                 |   |                |          |  |  |       |  |  | Mehmet Ali |  |  | Ibrahim Agha |  |
|                                                 |   | Zeynep         |          |  |  |       |  |  | Mehmet Ali |  |  |              |  |
| Ibrāhīm Pascià                                  |   |                |          |  |  |       |  |  | Mehmet Ali |  |  |              |  |
|                                                 |   | Amina Nosratli | …        |  |  |       |  |  |            |  |  |              |  |
|                                                 |   | Amina Nosratli | …        |  |  |       |  |  |            |  |  |              |  |
|                                                 |   | Amina Nosratli | …        |  |  |       |  |  |            |  |  |              |  |
| Isma'il Pascià                                  |   | Amina Nosratli |          |  |  |       |  |  |            |  |  |              |  |
|                                                 |   | …              | …        |  |  |       |  |  |            |  |  |              |  |
|                                                 |   | …              | …        |  |  |       |  |  |            |  |  |              |  |
|                                                 |   | …              | …        |  |  |       |  |  |            |  |  |              |  |
| Hoshiar Walda                                   |   | …              |          |  |  |       |  |  |            |  |  |              |  |
|                                                 |   | …              | …        |  |  |       |  |  |            |  |  |              |  |
|                                                 |   | …              | …        |  |  |       |  |  |            |  |  |              |  |
|                                                 |   | …              | …        |  |  |       |  |  |            |  |  |              |  |
| Fu'ad I d'Egitto                                |   | …              |          |  |  |       |  |  |            |  |  |              |  |
|                                                 | … | …              |          |  |  |       |  |  |            |  |  |              |  |
|                                                 | … | …              |          |  |  |       |  |  |            |  |  |              |  |
|                                                 | … | …              |          |  |  |       |  |  |            |  |  |              |  |
| Abdel Rahim Sabri Pascià, governatore del Cairo | … |                |          |  |  |       |  |  |            |  |  |              |  |
|                                                 |   | …              | …        |  |  |       |  |  |            |  |  |              |  |
|                                                 |   | …              | …        |  |  |       |  |  |            |  |  |              |  |
|                                                 |   | …              | …        |  |  |       |  |  |            |  |  |              |  |
| Ferial Hanem                                    |   | …              |          |  |  |       |  |  |            |  |  |              |  |
|                                                 |   | …              | …        |  |  |       |  |  |            |  |  |              |  |
|                                                 |   | …              | …        |  |  |       |  |  |            |  |  |              |  |
|                                                 |   | …              | …        |  |  |       |  |  |            |  |  |              |  |
| Tewfika Hanim                                   |   | …              |          |  |  |       |  |  |            |  |  |              |  |
|                                                 |   | …              | …        |  |  |       |  |  |            |  |  |              |  |
|                                                 |   | …              | …        |  |  |       |  |  |            |  |  |              |  |
|                                                 |   | …              | …        |  |  |       |  |  |            |  |  |              |  |
|                                                 |   | …              |          |  |  |       |  |  |            |  |  |              |  |